# NGC 2024
NGC 2024, eller Sh2-277, är en emissionsnebulosa som upptäcktes av Wilhelm Herschel 1786. Den är på 900 – 1500 ljusårs avstånd från jorden i stjärnbilden Orion.
Den ljusstarka stjärnan Alnitak (ζ Orionis), ingår i Orions bälte och är den stjärna som är längst till öster i bältet. Altinak är 100 000 gånger ljusstarkare än solen och lyser upp nebulosan med en starkt ultraviolett ljus, vilket gett NGC 2024 namnet ”Flame Nebula” på engelska. Mörka gasmoln och stoft skymmer delar av nebulosan vilket orsakar det mörka nätverk som kan ses i centrum av nebulosan.
NGC 2024 är en del i ett större stjärnbildningsområde i Orion, kallat Orion-komplexet, där också den berömda Hästhuvudnebulosan ingår.

## Galleri

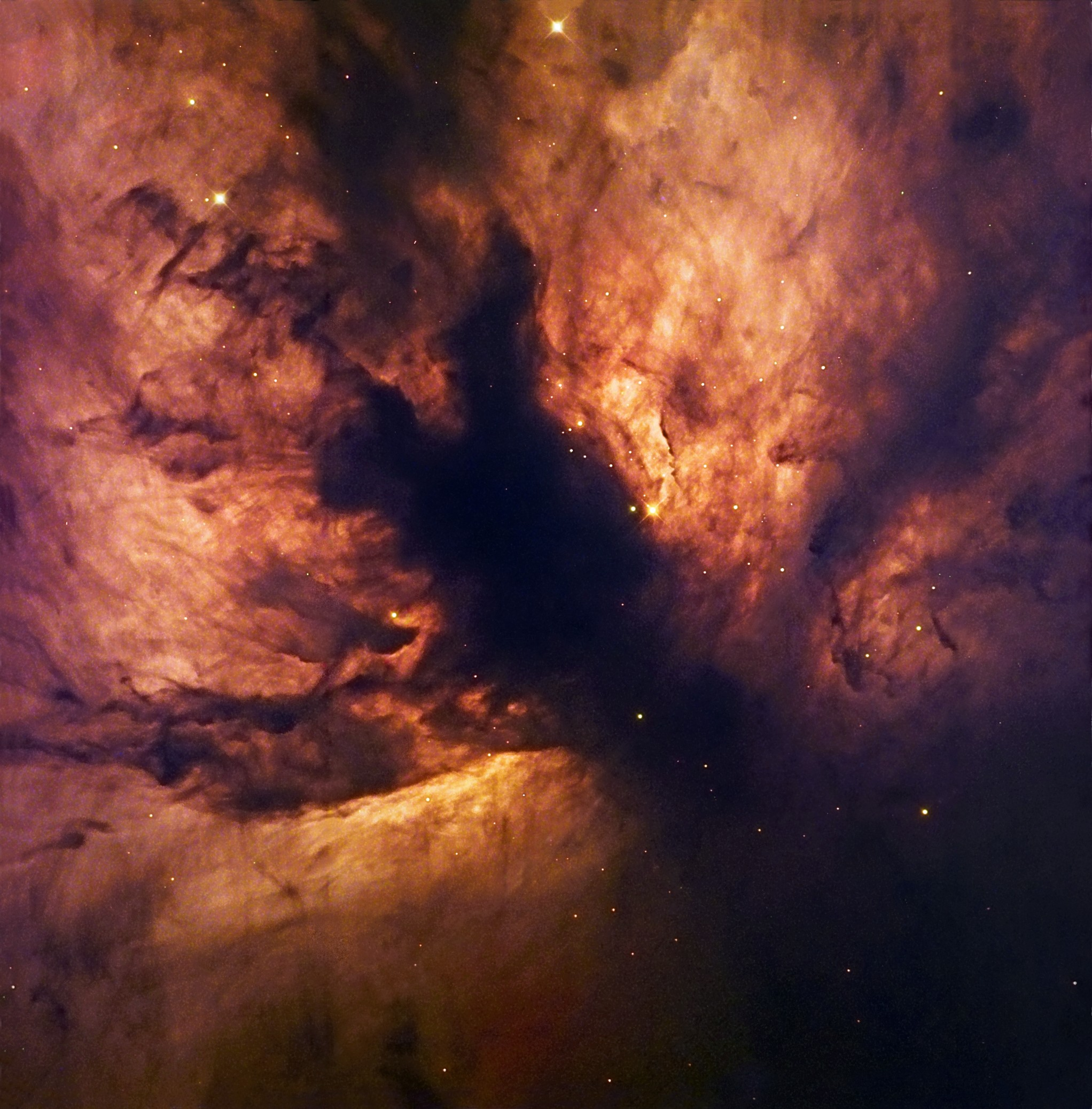
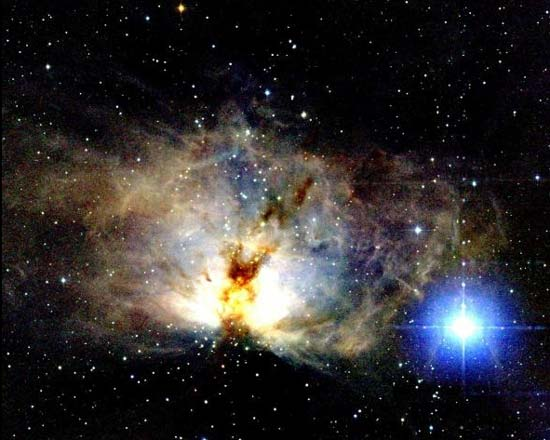
Delar av Orions bälte och NGC 2024.